# جهانشهر
جهانشهر منطقه هشتم کرج و یکی از محله‌های شهر کرج در استان البرز ایران است. نام جهانشهر برگرفته از نام جهان همسر محمد صادق فاتح مؤسس محله جهانشهر است.

جهانشهر از شمال محدود به حاجی‌آباد است و از غرب محدود به کوی کارمندان شمالی از جنوب محدود به محله چهارصددستگاه و از شرق نیز به بلوار طالقانی شمالی محدود است.

## پیشینه
در قدیم جهانشهر دارای باغ‌های فراوانی بوده که در طی ۵۰ سال اخیر با ساخت و سازهای بیشماری روبرو شده و بسیاری از این باغات رو به ویرانی رفته‌اند. یکی از معروفترین افرادی که باغ‌های زیادی در جهانشهر داشته و باغ‌هایش اکنون رو به ویرانی است، محمد صادق فاتح است.

## اماکن
از مکان‌های مهم جهانشهر می‌توان به پارک تنیس جهانشهر، باشگاه پینت بال جهانشهر، باغ خانواده (پیست دوچرخه سواری) جهانشهر و همچنین باشگاه میلاد اشاره نمود. دو بیمارستان سوانح و سوختگی شهید مدنی و بیمارستان کسری و دفتر هفته نامه نوین نیز در جهانشهر واقع هستند.
مسجد اصلی جهانشهر مسجد رسول اکرم نام دارد و در ابتدای خیابان فرمانداری واقع است.
از ادارات و مؤسسات واقع در جهانشهر می‌توان استانداری البرز، اداره کل آموزش فنی و حرفه ای استان البرز، اداره دارایی کرج و هلال احمر را نام برد. به این ترتیب جهانشهر، یکی از پر امکانات‌ترین محله‌های کرج به حساب می‌آید.
1. میدان‌ها:
  - میدان شهید مدنی (شیر و خورشید)
  - میدان هلال احمر (لادن)
  - میدان گلها
  - میدان جمهوری اسلامی
  - میدان سپاه (آجرلو)
2. خیابانهای اصلی

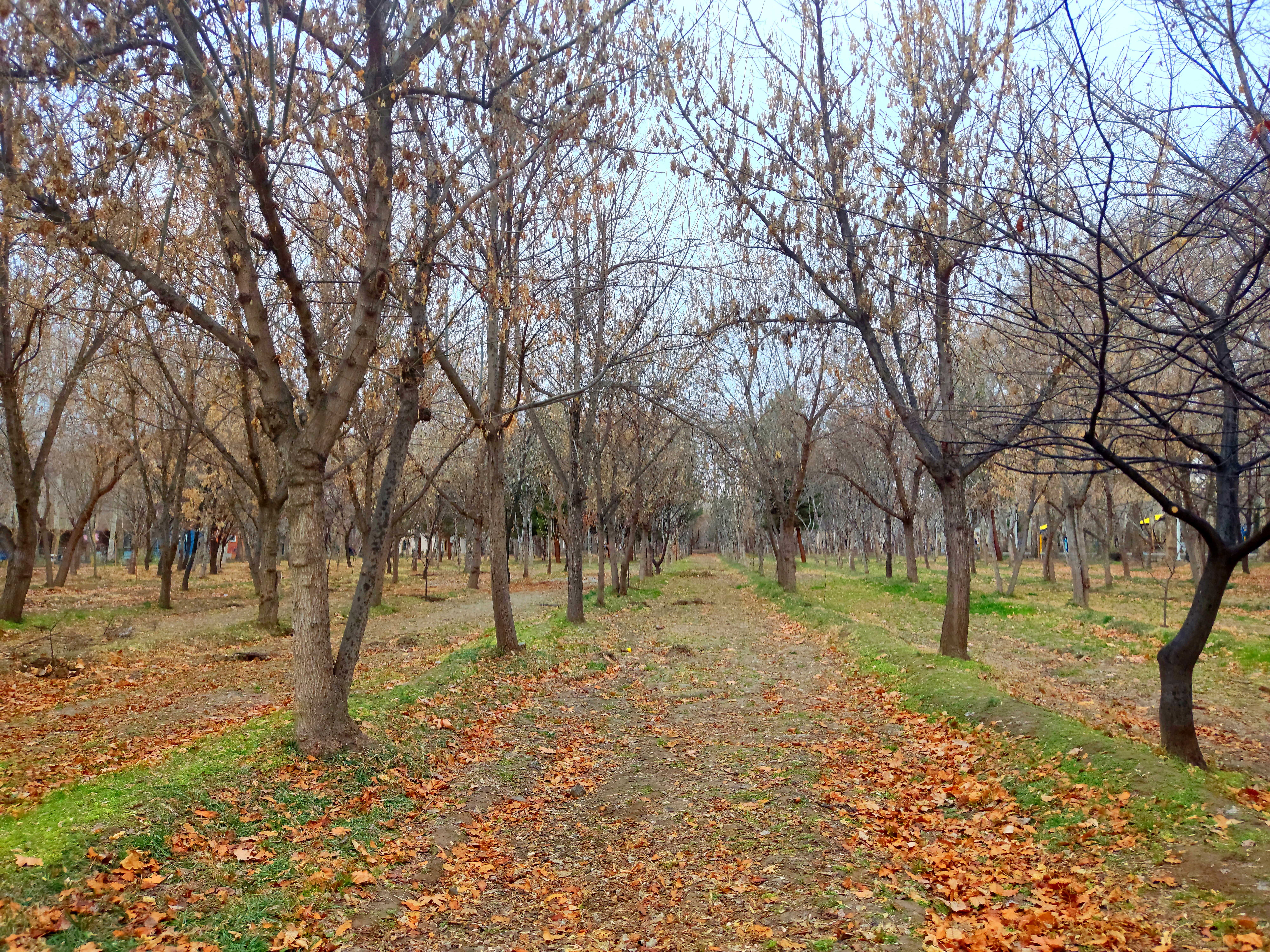
باغ فاتح

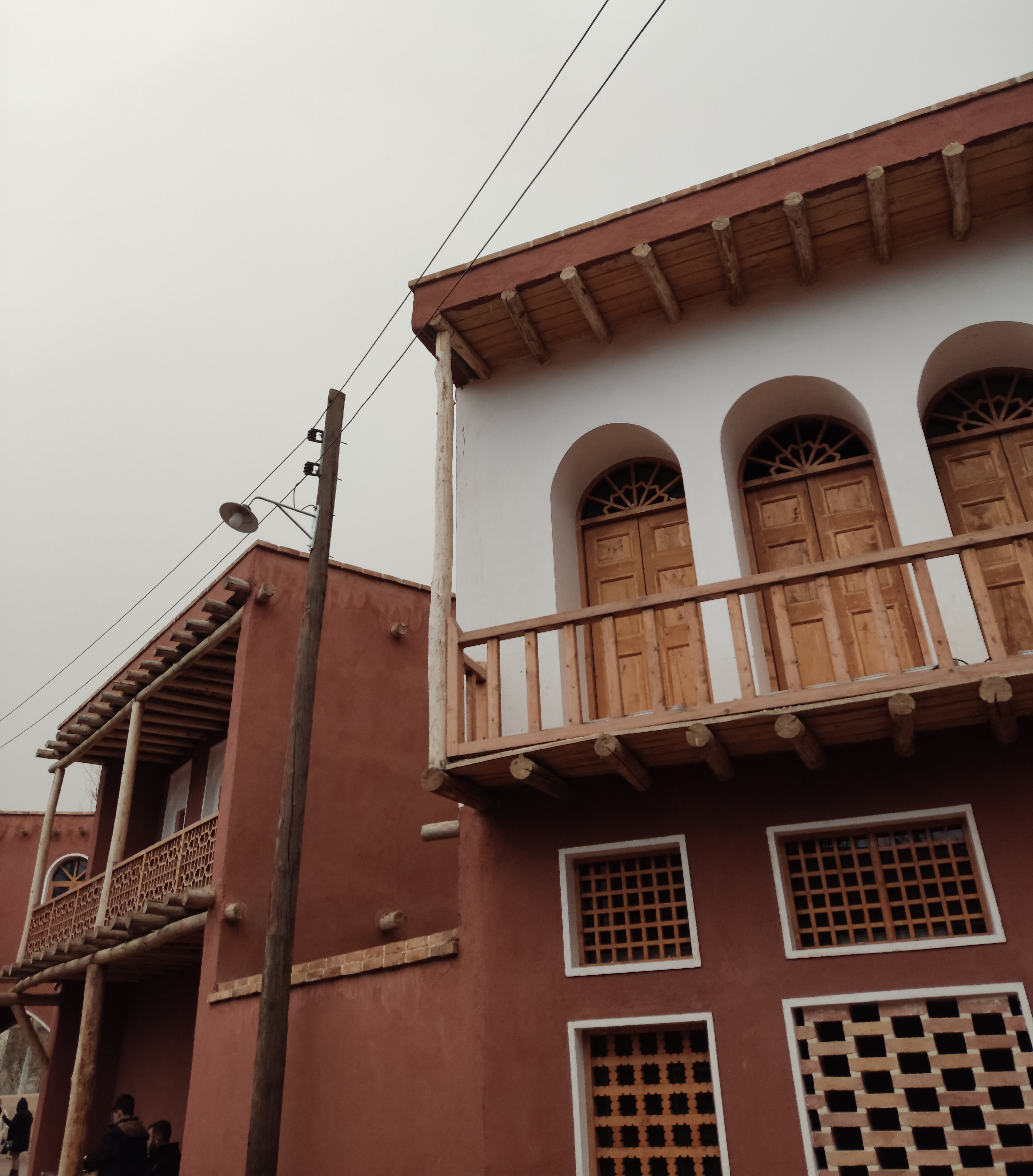
بوستان ایران کوچک

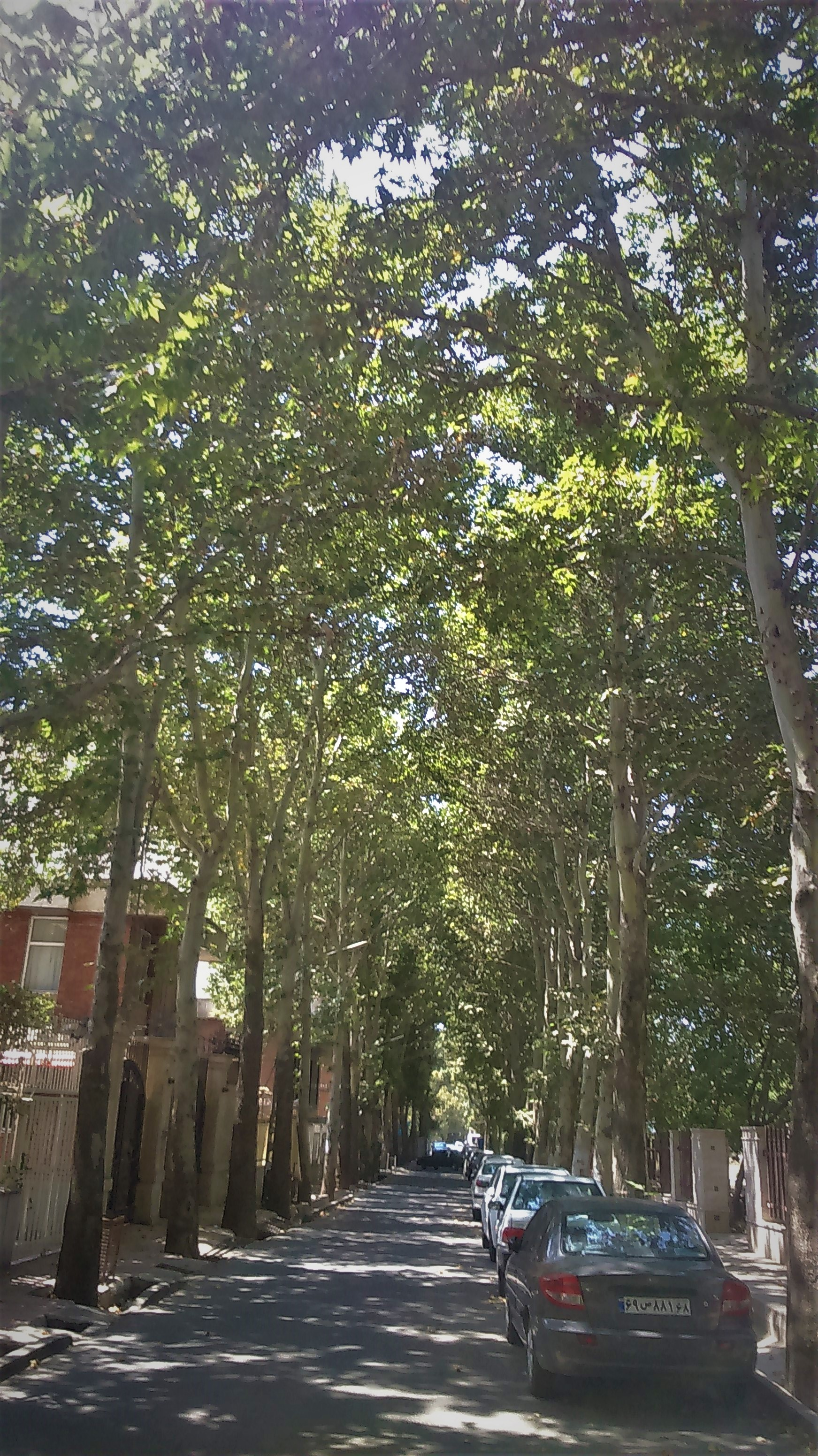
کوچه‌های جهانشهر

  - بلوار بهارستان (شهید سلمان ایزدیار)
  - بلوار ماهان
  - بلوار جمهوری اسلامی
  - بلوار مولانا
  - خیابان هلال احمر
  - خیابان سردخانه (فرمانداری)
  - خیابان کسری (شهید کلهر)
3. خیابانهای فرعی
  - حدفاصل خیابان شکوفه و بلوار بهارستان
    - خیابان مریم شرقی
    - خیابان مازیار شرقی

  - حدفاصل بلوار مولانا و بلوار ماهان
    - خیابان مهران
    - خیابان ترانه شرقی
    - خیابان ارکیده شرقی
    - خیابان سیما شرقی (شهید رحیمی شرقی)
    - خیابان ماندانا شرقی (شهید فدایی شرقی)

  - حدفاصل بلوار بهارستان و بلوار ماهان
    - خیابان شهید فیاضی (از شرق به بلوار طالقانی منتهی می‌شود)
    - خیابان کیوان
    - خیابان افشین
    - خیابان غزل
    - خیابان مریم
    - خیابان مازیار
    - خیابان مهران
    - خیابان ترانه
    - خیابان ارکیده
    - خیابان سیما (شهید رحیمی)
    - خیابان ماندانا (شهید فدایی)
    - خیابان ۱۰ متری بنفشه

  - حدفاصل بلوار ماهان و خیابان هلال احمر
    - خیابان آموزش و پرورش (پیش‌آهنگی)
    - خیابان لاله
    - خیابان سنبل
    - خیابان فتوح
    - خیابان نارون (ابراهیمی)
    - خیابان شهداد
    - خیابان شبنم
    - خیابان گلشن (بن‌بست منتهی به بلوار ماهان)
    - خیابان ارکیده غربی (بن‌بست منتهی به بلوار ماهان)

  - حد فاصل خیابان هلال احمر و خیابان فرمانداری
    - خیابان شهید میررضی
    - خیابان دکتر رفیعی (شهید توکلی)
    - خیابان یاس
    - خیابان فریما
    - خیابان ناز
    - خیابان زهره
    - خیابان شهید بقائی (لیدا) (از شرق به میدان شهید مدنی منتهی می‌شود)

  - حدفاصل خیابان فرمانداری و خیابان کسری
    - خیابان شهید نژادفلاح
    - خیابان شهید رازقی
    - خیابان مرجان
    - خیابان چهارم غربی
    - خیابان پنجم غربی
    - خیابان ششم غربی
    - خیابان شهید بقائی (لیدا)

  - حدفاصل خیابان کسری و بلوار جمهوری اسلامی
    - خیابان رستم (باشگاه)
    - خیابان گلایل
    - خیابان دکتر اربابی (آناهیتا)
    - خیابان مینا (شکری)
    - خیابان غزال
    - خیابان گلها
    - خیابان نسیم (مهناز)
    - خیابان بیژن (نسرین)
    - خیابان نهم
    - خیابان دهم

  - حدفاصل بلوار جمهوری اسلامی و خیابان بوستان
    - خیابان یاس
    - خیابان نیلوفر
    - خیابان مریم
    - خیابان شهید جدیدی
    - خیابان نرگس
    - خیابان بیژن

  - حدفاصل خیابان بوستان و خیابان گلستان
    - خیابان لادن
    - خیابان سنبل
    - خیابان نسترن
    - خیابان شهید شجاعی
    - خیابان بیژن

  - حدفاصل خیابان گلستان و خیابان شهید شریفی
    - خیابان شقایق
    - خیابان لاله
    - خیابان بنفشه
    - خیابان میخک
    - خیابان بیژن

  - حد فاصل خیابان شهید شریفی و ده متری انقلاب
    - خیابان گلسار
    - خیابان گلبرگ

  - خیابان بوستان
  - خیابان شهید برزگر بنادکوکی
  - خیابان شهید شریفی
4. ادارات و مؤسسات دولتی
  - فرمانداری کرج
  - اداره آموزش و پرورش ناحیه ۳ کرج
  - اداره دارایی شهرستان کرج
  - سازمان فنی و حرفه‌ای
  - محل احداث ساختمان مرکزی شهرداری کرج
  - جمعیت هلال احمر شهرستان کرج
5. مؤسسات و شرکت‌های غیردولتی
6. مراکز بهداشتی و درمانی
  - بیمارستان سوانح و سوختگی شهید مدنی
  - بیمارستان کسری
  - مرکز توانبخشی جامع شهدای کرج
  - کلینیک چشم‌پزشکی نور دیدگان
7. پارکها و اماکن فرهنگی، ورزشی و تفریحی
  - پارک خانواده
  - پارک تنیس
  - پارک بانوان
  - پارک میدان شهید مدنی (شیر خورشید)
  - باشگاه میلاد
8. مسجد و اماکن مذهبی
  - مسجد رسول اکرم (ص
  - مسجد امام رضا (ع)
  - حسینیه قمر بنی هاشم (ع)
  - مسجد جامع حاجی‌آباد
9. مدارس و مراکز آموزشی
  - مصطفی خمینی
  - شهید علی زنگنه
  - دبستان حدید
  - نبوت
  - پارسایان
  - فردوسی
  - دبستان همایون
10. بانکها
  - بانک پاسارگاد
  - بانک تجارت
  - بانک سامان

بانک ملی
بانک ملت
بانک سپه
بانک توسعه گردشگری
بانک کشاورزی